# Ілюмінація
Ілюмінація (від лат. illuminato — освітлення) — яскраве, декоративне освітлення будівель, вулиць, площ, споруд та елементів ландшафту з приводу будь-яких урочистостей, а також — техніка їх світлового оформлення.
Ілюмінація часто використовується в поєднанні з феєрверками і звуковими ефектами. Знайшла широке практичне застосування в естетичних і рекламних цілях.
В даний час найчастіше для ілюмінації використовують гірлянди з дрібних різнокольорових лампочок.

## Загальний опис

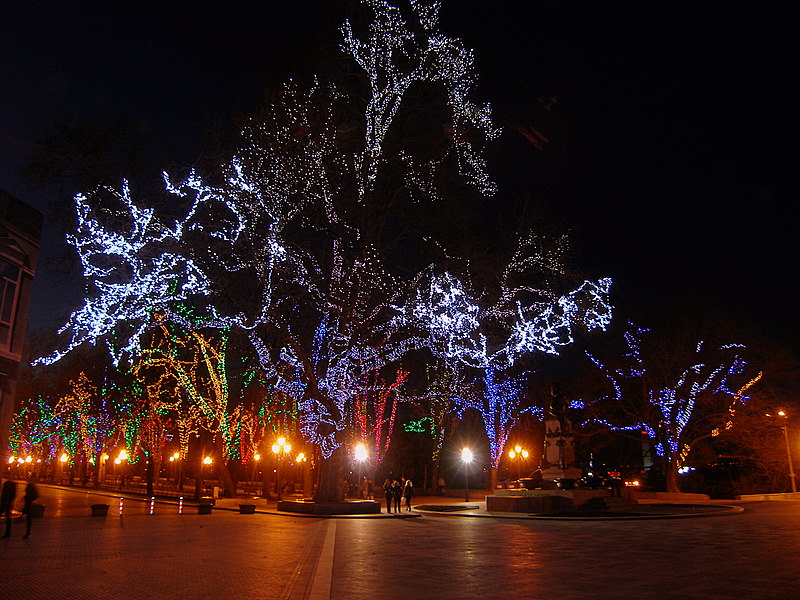
Нічна ілюмінація Приморського бульвару (Одеса)

Освітлення або ілюмінація — це навмисне використання світла для досягнення практичних або естетичних ефектів. Освітлення передбачає використання як штучних джерел світла, таких як лампи та освітлювальні прилади, так і природного освітлення шляхом захоплення денного світла. Денне освітлення (за допомогою вікон, мансардних вікон або легких полиць) іноді використовується як основне джерело світла вдень у будівлях. Це може заощадити енергію замість використання штучного освітлення, яке є основною складовою споживання енергії в будівлях. Правильне освітлення може підвищити продуктивність роботи, покращити зовнішній вигляд території або мати позитивний психологічний вплив на мешканців.
Внутрішнє освітлення зазвичай здійснюється за допомогою світильників і є ключовою частиною дизайну інтер'єру. Освітлення також може бути невід'ємним компонентом ландшафтних проектів.

## Інтернет-ресурси
- Illuminating Engineering Society of North America — official website
- Advanced Lighting Guidelines (PDF). lightingassociates.org. New Buildings Institute, Inc. 2001.
- Lighting Research Center at Rensselaer Polytechnic Institute
- Lighting Research at the University of Sheffield
- Lighting Research and Technology; an international peered reviewed journal
- Society of Light and Lighting. cibse.org. Chartered Institution of Building Services Engineers.